# Glysterus scutatus
Glysterus scutatus is een hooiwagen uit de familie Gonyleptidae.